# Pyrois sciaphila
Pyrois sciaphila là một loài bướm đêm trong họ Noctuidae.